# وقتی شاخه می‌شکند (فیلم ۲۰۱۶)
وقتی ساقه‌ها می‌شکنند (انگلیسی: When the Bough Breaks) فیلمی در ژانر تریلر روانشناسانه به کارگردانی جان کسار است که در سال ۲۰۱۶ منتشر شد. از بازیگران آن می‌توان به موریس چسنات اشاره کرد.